# 亚述古城
亚述古城（阿卡德语：／；阿拉伯語： Aššûr），或音译作阿舒尔，是古代亚述帝国的首都，位于伊拉克北部底格里斯河西岸薩拉赫丁省舍爾加特鎮，在与其支流小札卜河汇合处以北。
亚述古城的名称来源于亚述帝国的最高神，也是帝国的保护神“亚述”，被联合国教科文组织于2003年确定为世界遗产。

## 历史
亚述古城于1898年开始被德国考古学家发掘，从1903年至1913年共发掘出约16,000片楔形文字泥版，其中大部分被保存在德国柏林的佩加蒙博物馆。
考古学家发现，从前30世纪苏美尔人时期，当地就已经形成一个城市，后来被阿卡德统治，在乌尔第三王朝时期，由一位苏美尔人总督治理。
前2006年，乌尔第三王朝被埃兰人消灭，亚述古城成为一个商业中心，大批亚述人来此经商，主要做锡和木材生意，并在当地建造亚述神庙。
在前18世纪-前17世纪期间，亚述古城成为亚述王国的首都，开始建造王宫。在前15世纪-前14世纪时建造了月亮和太阳神神庙。在前912年-前612年的新亚述时期，帝国迁都，但亚述古城仍然是帝国的宗教中心，在这里祭祀亚述神，许多国王死后仍然埋葬在这里的王宫下面。直到前614年亚述古城被米底王国的国王基亚克萨雷斯征服和摧毁，两年后，即前612年年亚述帝国的都城尼尼微被米底王国征服，前609年，米底王国最终占领了大部分亚述人地区。
在安息统治时代，城市依然存在并扩张，直到公元3世纪被萨珊王朝国王沙普尔一世彻底摧毁。但考古学家发现在12世纪到13世纪期间，当地仍然有人居住，以后则被荒废，只有游牧的贝都因人还偶尔来到这里。

## 世界遗产
2003年，联合国教科文组织将亚述古城列入世界遗产名录，面积70 ha，缓冲区面积100 ha。考虑到当地处于战乱中，同时列入濒危世界遗产名录。

### 登录基准
该世界遗产被认为满足世界遺產登錄基準中的以下基準而予以登錄：
- （iii）呈现有关现存或者已经消失的文化传统、文明的独特或稀有之证据。
- （iv）关于呈现人类历史重要阶段的建筑类型，或者建筑及技术的组合，或者景观上的卓越典范。

## 外部連結
- Walter Andrae: Das wiedererstandene Assur. Hinrichs, Leipzig 1938 (2. Aufl. Beck, München 1977). ISBN 3-406-02947-7
- Walter Andrae: Babylon. Die versunkene Weltstadt und ihr Ausgräber Robert Koldewey. de Gruyter, Berlin 1952.
- Eva Cancik-Kirschbaum: Die Assyrer. Geschichte, Gesellschaft, Kultur. C.H.Beck Wissen, München 2003. ISBN 3-406-50828-6
- Olaf Matthes: Zur Vorgeschichte der Ausgrabungen in Assur 1898-1903/05. MDOG Berlin 129, 1997, 9-27. ISSN 0342-118X
- P. A. Miglus: Das Wohngebiet von Assur, Stratigraphie und Architektur. Berlin 1996. ISBN 3-7861-1731-4
- Susan L. Marchand: Down from Olympus. Archaeology and Philhellenism in Germany 1750-1970. Princeton University Press, Princeton 1996. ISBN 0-691-04393-0
- Conrad Preusser: Die Paläste in Assur. Gebr. Mann, Berlin 1996. ISBN 3-7861-2004-8